# Orazgieldy Kairgieldinow
Orazgieldy Aligazinowicz Kairgieldinow (oryg. Оразгельды Алигазинович Каиргельдинов, ur. 17 kwietnia 1957 w rejonie żelezinskim w obwodzie pawłodarskim) – kazachski polityk.

## Życiorys
W 1982 ukończył Ałmaacki Instytut Gospodarki Narodowej, a w 1992 Kazachstański Instytut Zarządzania i Prognozowania. Pracował jako główny ekonomista sowchozu w rejonie żelezinskim, później sekretarz komitetu partyjnego sowchozu, potem księgowy sowchozu i zastępca szefa rejonowego zarządu gospodarki rolnej, przewodniczący państwowej spółdzielni, zastępca akima i szef kompleksu agroprzemysłowego rejonu żelezinskiego. Od 1996 był kolejno dyrektorem kilku różnych przedsiębiorstw, od 2003 do listopada 2007 akimem jednego z rejonów obwodu pawłodarskiego, od listopada 2007 do października 2011 akimem miasta Aksu, a od października 2011 do 2014 akimem Pawłodaru.